# Мало-Убінка
Ма́ло-Убі́нка (каз. Кіші Оба) — село у складі Глибоківського району Східноказахстанської області Казахстану. Адміністративний центр Малоубінського сільського округу.
Населення — 792 особи (2021; 982 у 2009, 964 у 1999, 1014 у 1989).
Національний склад станом на 1989 рік:
- росіяни — 100 %

Станом на 1989 рік село називалось Малоубінка.